# PhytoKeys
PhytoKeys è una rivista di botanica pubblicata online e in edizione a stampa dalla casa editrice Pensoft Publishers di Sofia. La rivista è ad accesso aperto e sottoposta a revisione paritaria.
I numeri stampati della rivista sono disponibili nelle biblioteche di Stati Uniti (Smithsonian Institution, Orto botanico del Missouri), Regno Unito (Museo di storia naturale di Londra, Royal Botanic Gardens di Kew), Russia (Komarov Botanical Institute di San Pietroburgo) e Cina (Kunming Institute of Botany di Kunming).
La rivista è un partner dell'Encyclopedia of Life. I contenuti sono rilasciati sotto licenza CC-BY 3.0.

## Articoli notevoli
- marzo 2025: scoperta dell'Ovicula biradiata;[1]
- febbraio 2015: scoperta della Thismia hongkongensis;[2]
- aprile 2022: riscoperta della Gasteranthus extinctus.[3]